# 로욜라 필드 하우스
로욜라 필드 하우스(영어: Loyola Field House)은 미국 루이지애나주 뉴올리언스에 위치한 실내 경기장이다. 과거 NBA 뉴올리언스 재즈의 제2 홈경기장으로, ABA 뉴올리언스 버커니어스의 홈경기장으로 사용했다.